# Племянниково (Липецкая область)
Племя́нниково — село Знаменского сельсовета Лев-Толстовского района Липецкой области.

## История
Отмечается в описании Данковского уезда 1771 г.
Первоначальное построение в селе Спасском, Племянниково тож, деревянной церкви в честь иконы Божьей Матери - неизвестно, прошение о построении вместо деревянной каменной церкви в селе подано было епархиальному начальству С. Дмитриевной Кушниковой еще в марте 1817 года. Построение каменной Казанской церкви с приделами Трех-Святительским и Никольским начато Григорием Сергеевичем Кушниковым в 1826 году и окончено в 1837 году. 
В XIX — начале XX века село входило в состав Знаменской волости Данковского уезда Рязанской губернии. В 1906 году в селе было 119 дворов.
С 1928 года село являлось центром Племянниковского сельсовета Лев-Толстовского района Козловского округа Центрально-Чернозёмной области, с 1954 года — в составе Знаменского сельсовета Липецкой области. 

## Население
| 1859 | 1897 | 1906 | 2000 | 2010 |
| ---- | ---- | ---- | ---- | ---- |
| 864  | ↘555 | ↗615 | ↘3   | →3   |